# Sakichi Toyoda
Sakichi Toyoda (jap. 豊田 佐吉 Toyoda Sakichi; ur. 14 lutego 1867 w Kosai, zm. 30 października 1930 w Nagoi) – japoński wynalazca i przemysłowiec. 

## Życiorys
Urodził się w Kosai, w prefekturze Shizuoka. Był synem biednego stolarza. Dzięki własnej pomysłowości, talentowi wynalazczemu i pracy został „królem japońskich wynalazców” i ojcem japońskiej rewolucji przemysłowej. Stał się założycielem największego japońskiego koncernu samochodowego Toyota Industries Co., Ltd. Nazwa firmy jest zmienioną  wymową jego nazwiska.
Toyoda wynalazł i udoskonalił wiele rozwiązań wykorzystywanych w tkactwie. Jego największym wynalazkiem było automatyczne krosno mechaniczne (1902). Zaletą tego krosna było to, że zatrzymywało się automatycznie w przypadku zerwania się lub braku nici. To rozwiązanie nie dopuszczało do powstawania braków jakościowych, a jeden operator mógł nadzorować nie jedną, a kilkadziesiąt maszyn włókienniczych. W oparciu o nie rozwinęła się jidoka, będąca jednym z dwóch filarów Systemu Produkcyjnego Toyoty
Toyoda rozwinął także koncepcję 5 Whys („5 x dlaczego”) polegającą na dotarciu do przyczyn źródłowych wystąpienia problemu poprzez pięciokrotne zadania pytania „dlaczego“.
Był ojcem Kiichirō Toyody.